# Григорій Чудотворець, затворник Печерський
Григорій Чудотворець, затворник Печерський (XIII — XIV ст.) — православний святий, чернець Києво-Печерського монастиря. Пам'ять преподобного Григорія відзначається в другу неділю Великого посту, 28 серпня та 8 січня.

## Життєпис
Де і коли він народився невідомо. Жив святий подвижник XIV (за іншими даними – у XIII – XIV ст.).
Прославився особливим подвигом дотримування посту. Їв рослинну їжу в сирому вигляді й запивав водою. Кожну ніч проводив у молитвах. Творив чудеса, оздоровляючи хворих тим зіллям, яке сам споживав.
Короткий опис подвижництва св. Григорія містився на дошці, якою до XVIII ст. була закрита ніша, де спочивали мощі преподобного.
У цитованій підбірці XVII ст. про нього читаємо: “Преподобний Григорій Чудотворець за великі добродійства свої сподобився дару чудотворіння. Харч його був впродовж усього життя – овочі не варені. І тим, хто до нього приходив, також овочі давав, від яких, споживши, отримували зцілення, а він скінчив життя своє Боговгідно, і в печері свято почиває”..
У найдавніший помянник Києво-Печерського монастиря кін. XV — поч. XVI ст. внесені 5 ченців з ім'ям Григорій, одним з них міг бути преподобний Григорій Яудотворець..

В акафісті всім Печерським преподобним про нього сказано: 
|  | «Радуйся, Григорію, бо через зілля, яким годувався, ти здоров’я хворим подавав.» |

.

## Мощі
Мощі прп. Григорія Чудотворця спочивають у Дальніх печерах, поряд з підземною церквою Різдва Христового.
Комплексні медико-антропологічні дослідження святих мощей Києво-Печерської лаври показали, що прп. Григорій Чудотворець упокоївся у віці 40~50 років. Ріст святого становив 174,5~175 см.

## Іконографія

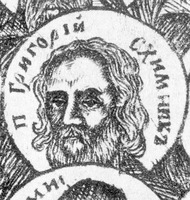
Прп. Григорій Києво-Печерський. Фрагмент гравюри «Собор Києво-Печерських святих». Кін. XVIII - поч. XIX ст.

У іконописному оригіналі кін. XVIII під іменем Григорія, що спочиває в Дальніх печерах, вказано 2 подвижника. Про образ одного з них сказано: 
|  | «На плечах схима, риза преподобническая, испод празелень, сед, брада Григория Богослова, власы с ушей» |

. Про другого говориться: 
|  | «Надсед, брада Феодосиева, власы с ушей, зрит назад, на плечах клобук черн, риза преподобническая, испод бакан, левая рука молебна, одною ногою стоит впрям» |

.
Неясно, який опис стосується саме цього Григорія Чудотворця.

На надгробній іконі 40-х рр. XIX ст. роботи ієромонаха Іринарха з учнями з майстерні Києво-Печерської лаври біля раки Григорія у Дальніх (Феодосієвих) печерах Києво-Печерської лаври він зображений вневеликому впівоберті вправо, в лівій руці - розкрита книга, вказівним пальцем правої руки вказує на текст:
|  | «Услыши молитву мою, Господи, и моление мое внуши…» |

.
На зображеннях Собору Києво-Печерських святих святий представлений, як правило, в правій групі, за прп. Феодосієм Печерським, в 4-му ряді 4-м зліва, впівоберту вліво, у вигляді чоловіка з непокритою головою, коротким хвилястим волоссям, яке розбилось на пряді, високим чолом, маленькою борідкою, також міститься напис: «п Григорий схимник».

## Пам'ять
Пам'ять преподобного Григорія відзначається в другу неділю Великого посту, 28 серпня та 8 січня.

## Джерело
- Православна енциклопедія [Архівовано 25 березня 2016 у Wayback Machine.]
- Сайт "Наша парафія" Преподобний Григорій, затворник Печерський